# Traunviertel
Il Traunviertel  è una regione storica e geografica austriaca nel sud-est dell'Alta Austria. Prende il nome dal fiume Traun, che originariamente costituiva il confine nordoccidentale di questa parte di territorio, e rappresenta uno dei quattro "quarti" dell'Alta Austria, insieme a Hausruckviertel, Mühlviertel e Innviertel.

## Storia

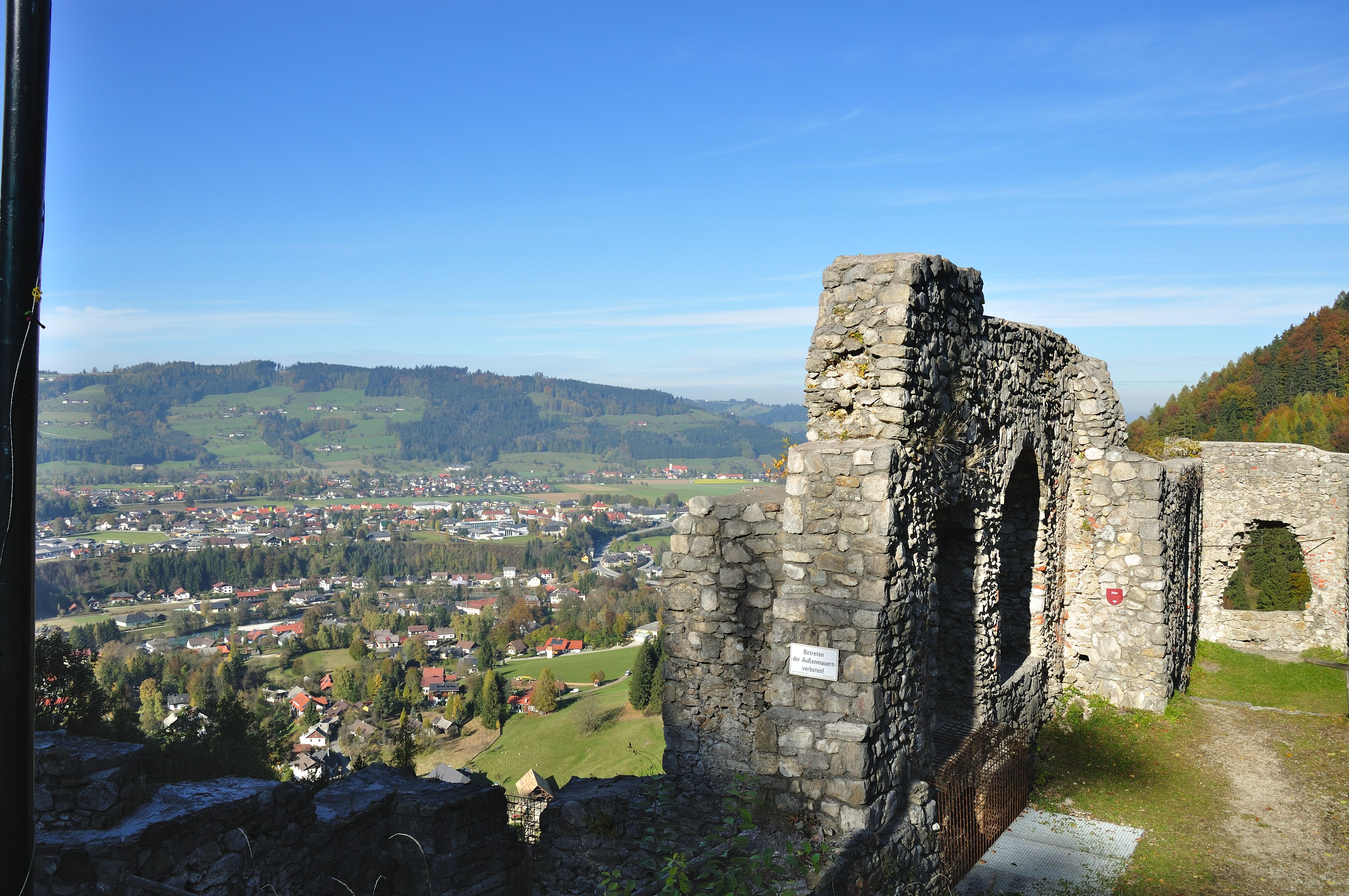
Rovine del catello di Scharnstein nella valle dell'Alm

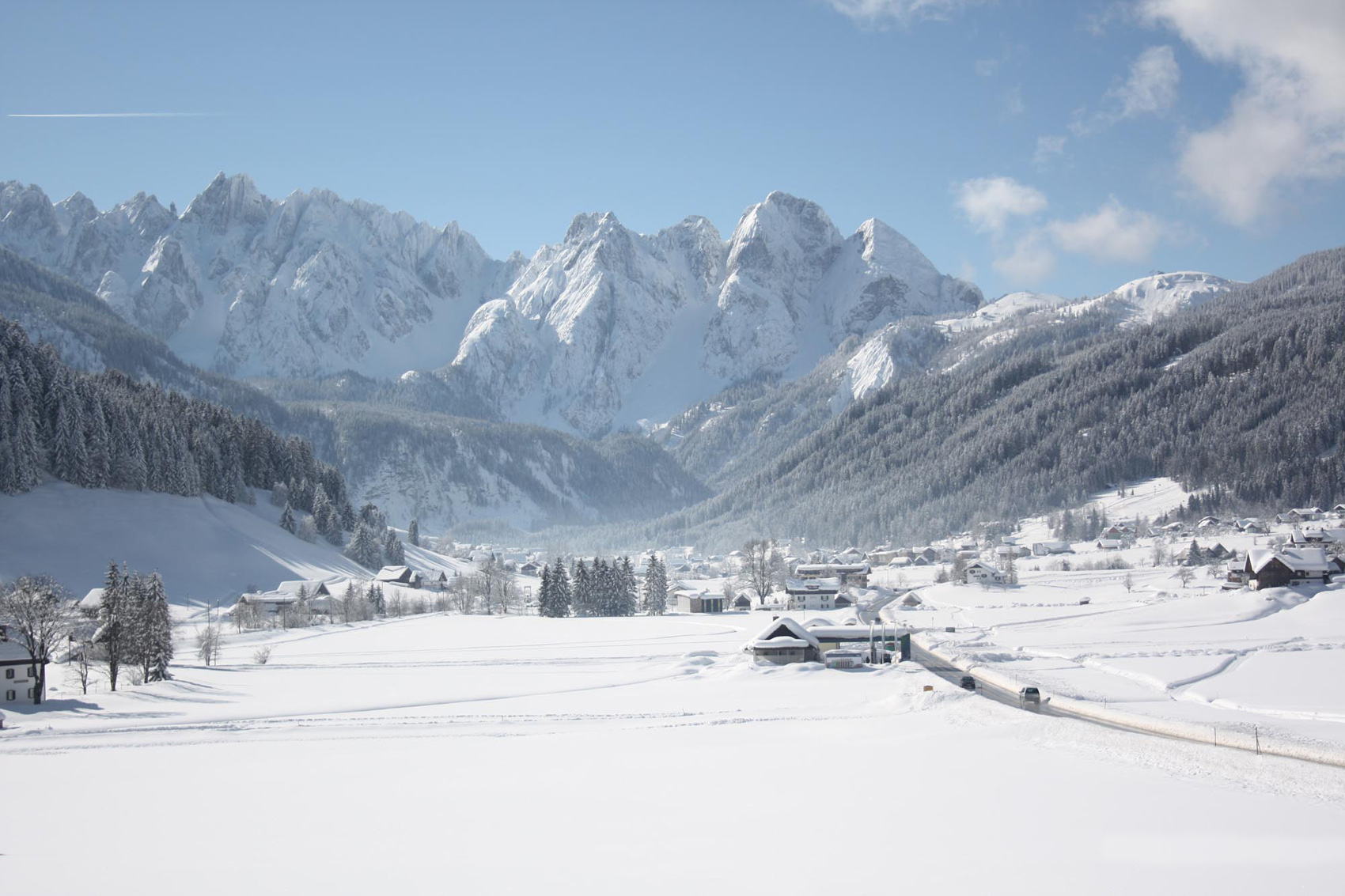
Gosau durante il periodo invernale

La regione aveva storicamente una giustificazione politico amministrativa ormai perduta e conserva solo un significato di tipo paesaggistico ambientale.

## Descrizione
Il territorio di Traunviertel confina con il Mostviertel a est, col Distretto di Hallein a sud-ovest e con il Distretto di Liezen a sud. Dal punto di vista amministrativo comprende i distretti di Gmunden, Kirchdorf an der Krems, Steyr-Land, Linz-Land e Wels-Land con le importati città capoluogo di Gmunden, Kirchdorf an der Krems, Steyr, Linz e Wels. La grande regione comprende centri d'interesse storico, artistico ed economico. Durante il periodo invernale le attività sulla neve, grazie alla diffusione delle relative strutture, sono molto praticate.